# Dronningens Sekretær
Dronningens Sekretær er en tysk stumfilm fra 1916 af Robert Wiene.

## Medvirkende
- Ressel Orla som Diva Stella Cavalieri.
- Heinrich Schroth som König Illyrien.
- Käthe Dorsch.
- Alexander Antalffy.
- Guido Herzfeld.